# Malbrán
Malbrán è una città dell'Argentina, appartenente alla provincia di Santiago del Estero, situata nella parte sud-orientale della provincia.